# Xanthorhoe annotinata
Xanthorhoe annotinata is een vlinder uit de familie van de spanners (Geometridae).
De spanwijdte van deze vlinder is 22 tot 30 millimeter. De voorvleugels zijn grijs met voornamelijk op de voorvleugel bruine spikkeling. De middenband is afgezet met bruine golflijnen. Het zoomveld is bruin met een lichte golflijn. De vleugels hebben duidelijke middenstip.
De soort gebruikt varkensgras als waardplant. De soort vliegt in een jaarlijkse generatie van halverwege juni tot en met juli. De rups is te vinden van juli tot mei en overwintert.
De soort komt voor in het noorden van het Palearctisch gebied. De rups vliegt in berggebieden tot hoogtes waar een onafgebroken begroeiing is.